# Combat de Maisdon
Guerre de Vendée et Chouannerie de 1832
Batailles
- Chanay
- Toucheneau
- Maisdon
- Le Chêne
- La Penissière
- Riaillé
- Saint-Aubin-des-Ormeaux

Le combat de Maisdon se déroule le 5 juin 1832 lors de la cinquième guerre de Vendée.

## Déroulement
Au début du mois de juin, 350 Vendéens de la division de Vallet et du Loroux, dont les deux tiers sont sans armes, se rassemblent au village de la Hautière, dans la commune de Maisdon-sur-Sèvre. Les Vendéens sont commandés par Le Chauff de La Blanchetière, lui-même secondé par Bascher, Guilloré et Kersabiec. La troupe doit se mettre en marche pour la lande de la Grenouillère afin de rejoindre la Duchesse de Berry.
Mais le 5 juin, les légitimistes sont surpris par la garnison de Clisson : après un court combat d'un quart d'heure, les Vendéens prennent la fuite, laissant 12 tués. Kersabiec et Guilloré et quelques autres furent par la suite arrêtés et Charles Bascher fut fusillé sommairement par des gardes nationaux.